# Chris Pitman

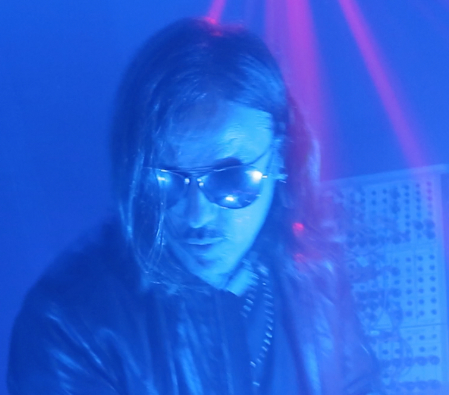
Chris Pitman (2015)

Chris Pitman (* 16. November 1961 in Kansas City) ist ein US-amerikanischer Keyboarder und ehemaliges Mitglied der Rockband Guns N’ Roses.

## Leben
Pitman wurde in Kansas City geboren und besuchte dort die Schule. Mitte der 1990er Jahre war er Tourmusiker bei der Band Tool und war er bei den Aufnahmen zu einem Song von deren Album Ænima beteiligt. 1995 gehörte er zum Projekt Replicants, bei dem auch Paul d’Amour und zwei Musiker der Band Failure mitwirkten. Zwei Jahre später war er wiederum mit d’Amour am Projekt Lusk beteiligt, mit dem er das Album Free Mars veröffentlichte. 1998 trat er Guns N’ Roses bei. Zum ersten Auftritt kam es allerdings erst 2001, da Axl Rose zunächst den Rest der Band neu aufbauen musste. Im November 2008 veröffentlichte Pitmans Band SexTapes ein gleichnamiges Album. Im selben Monat veröffentlichten Guns N’ Roses auch das lang erwartete Album Chinese Democracy, für das Pitman zusammen mit Axl Rose die Songs Madagascar und If The World schrieb. Seit der Reunion mit den früheren Bandmitgliedern Slash und Duff McKagan im April 2016 ist Pitman nicht mehr Teil des Line-ups von Guns N’ Roses.